# Concile de Troyes (1107)
 (mars 2024).
Si vous disposez d'ouvrages ou d'articles de référence ou si vous connaissez des sites web de qualité traitant du thème abordé ici, merci de compléter l'article en donnant les références utiles à sa vérifiabilité et en les liant à la section « Notes et références ».
Le concile de Troyes se tient en 23 mai 1107 à Troyes où siégeait le pape.

## Le contexte
Le pape Pascal II est pris dans la querelle des investitures et vient en France chercher le soutien des pouvoirs tant politique que spirituel.
Il y fut réaffirmé : 
- l’excommunication de ceux qui briseraient la trêve de Dieu ;
- le prêche pour la croisade ;
- la liberté des élections des évêques par le chapitre cathédral ;
- la résolution de certains points de l'Église de France sur des querelles juridiques.